# Hades-R
Hades-R, auch Spain-OSCAR 124, SO-124 und SmartSat, ist ein spanischer Amateurfunksatellit, der als FM-Repeater für die weltweite Kommunikation unter Funkamateuren dient. Weiterhin trägt er eine experimentelle Nutzlast, die von der Firma SmartIR, einer Ausgründung der Universität Manchester, entwickelt wurde.

## Mission
Der Satellit wurde am 14. Januar 2025 von der Vandenberg Space Force Base  gestartet. Der Satellit wurde am 22. Januar vom Raumschlepper ION-SCV-016 des italienischen Weltraumunternehmens D-Orbit in der Umlaufbahn ausgesetzt.
Am 23. Januar 2025 wurde durch den OSCAR-Nummer-Koordinator der AMSAT-NA die Bezeichnung Spain-OSCAR-124 bzw. SO-124 verliehen. Seitdem ist der Satellit aktiv.

## Frequenzen
Die Frequenzen wurden von der IARU koordiniert.
- Uplink (MHz): 145,955 MHz (FM und FSK 200 bps, AFSK, AX.25, APRS 1200 / 2400 bps)
- Downlink (MHz): 436,888 MHz (FM, CW, FSK 200 bps-2400 bps)